# Storia dell'animazione statunitense
Lo sviluppo dell'animazione statunitense ebbe inizio con l'invenzione stessa del cinema. Inizialmente i cortometraggi animati, improntati a mimica e umorismo, erano trasmessi nei cinema; negli anni trenta si generò una forte influenza dovuta al successo di Walt Disney. Negli anni cinquanta i cartoni animati smisero di essere trasmessi nei cinema ed entrarono in televisione; negli anni sessanta si affermò la fascia oraria cosiddetta saturday morning cartoons, caratterizzata da disegni animati a basso costo e di bassa qualità (definiti in animazione limitata). Negli anni settanta la FCC (l'agenzia governativa statunitense per le comunicazioni) istituì delle leggi che censuravano i cartoni animati e più in generale la televisione, sanzionando ogni tipo di scena che potesse sembrare violenta. Negli anni ottanta si evidenziò un crescente gradimento del pubblico per anni. Negli anni novanta inoltre si affermarono numerose sitcom.

## L'era del silenzio
- James Stuart Blackton: Humorous Phases of Funny Faces (1906)
- Winsor McCay: Gertie il dinosauro (1914), The Sinking of the Lusitania (1918), Dreams of the Rarebit Fiend (1921)
- Willis O'Brien: The Dinosaur and the Missing Link (1915), Il mondo perduto (1925 realizzato in ripresa a passo uno)
- Otto Messmer: la prima stella dell'animazione Felix the Cat (1919)
- Max Fleischer: Koko il Clown (1919)
- Paul Houlton Terry, Aesop's Film Fables (1921)
- Walt Disney: Laugh-O-Gram Studio, Alice Comedies, Oswald il coniglio fortunato
- Charles R. Bowers: realizzò diversi film nel corso degli anni '20 anche in ripresa a passo uno; molti suoi lavori sono andati perduti.

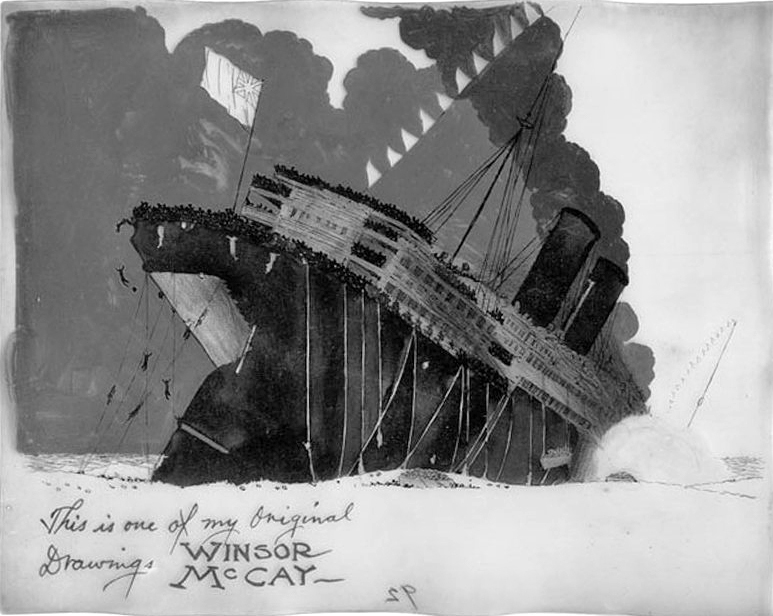
The Sinking of the Lusitania (cel firmato da Winsor McCay)

- Altre significative serie: Colonel Heeza Liar, Mutt and Jeff, Krazy Kat, Bobby Bumps.
- Altri significativi studios: Barré Studio, Bray Productions, Barré-Bowers Studio, International Film Service.
- Importanti distributori di film d'animazione: Margaret J. Winkler, Charles Mintz, Educational Pictures, Red Seal Pictures, Bijou Films.

## Il sonoro e la popolarità
L'industria cinematografica fu rivoluzionata dall'introduzione del suono sincronizzato. Il primo cartone animato sonoro fu My Old Kentucky Home di Max Fleischer nel 1926, seguito da Steamboat Willie di Walt Disney nel 1928 (con la terza apparizione di Topolino).

## Film d'animazione
Il primo film d'animazione prodotto negli USA fu Biancaneve e i sette nani di Walt Disney nel 1937.

## Serie animate
La prima serie animata prodotta negli USA fu The Puppetoon Show della Paramount nel 1949.

## Studi di animazione
Dal 1921, fondano per la prima volta uno studio di animazione.
I principali studios dell'animazione statunitense sono:
- Fleischer
- Paramount
- The Walt Disney Company
- Metro-Goldwyn-Mayer
- Warner Bros.
- Hanna-Barbera
- Terrytoons
- Sunbow
- Ruby-Spears
- Filmation
- DiC Entertainment
- 20th Century Fox
- Cartoon Network
- Nickelodeon
- Universal Studios
- DreamWorks Animation

## L'avvento della televisione
Nonostante negli anni 50 debuttano i cartoni animati per la prima volta in televisione oltre che nei cinema, non solo i film d'animazione ma anche in particolare le serie animate, dagli anni 60 vengono spesso ad essere distribuiti successivamente anche nei Paesi europei, in particolare l'Italia, oltre che negli Stati Uniti.

### Icartoonamericani in Italia
Inizialmente la televisione pubblica italiana si limitava a trasmettere i cartoni animati in momenti specifici all'interno della fascia pomeridiana della TV dei ragazzi.